# Martin Campbell
Pour les articles homonymes, voir Campbell.
Martin Campbell, né le 24 octobre 1943 à Hastings (Nouvelle-Zélande), est un réalisateur, producteur et acteur néo-zélandais.
Il est principalement connu pour avoir réalisé les deux premiers opus des deux derniers interprètes de la saga James Bond : GoldenEye, avec Pierce Brosnan, en 1995, puis Casino Royale, avec Daniel Craig, en 2006, qui rencontrent un franc succès critique et commercial.
Il est également le réalisateur de trois autres blockbusters :  Le Masque de Zorro (1998) et sa suite, La Légende de Zorro (2005), puis Green Lantern (2011), ce dernier se révélant être un échec au box-office.

## Biographie

### Jeunesse
Martin Campbell naît en 1943 à Hastings, en Nouvelle-Zélande.

### Carrière
Après des débuts à la télévision durant les années 1980, il relance la saga James Bond en 1995, en réalisant le blockbuster GoldenEye porté par l'acteur Pierce Brosnan dans le rôle du célèbre agent secret britannique. Premier film de la série réalisé après la chute de l'Union soviétique, GoldenEye se place quatrième au box office cinématographique mondial l'année de sa sortie.
Trois ans plus tard, il se met au service d'une autre franchise en réalisant un nouveau reboot : Le Masque de Zorro avec Antonio Banderas, Anthony Hopkins et Catherine Zeta-Jones. Le film signe le grand retour du personnage de Zorro au cinéma depuis 1975, et lance définitivement la carrière hollywoodienne de son actrice principale. Il faudra cependant attendre 2005 pour qu'une suite déboule sur les écrans. Mais La Légende de Zorro ne parvient pas à fédérer autant d'enthousiasme que le premier film.
Entretemps, le réalisateur enchaîne des projets très différents : tout d'abord en 2000 le spectaculaire Vertical Limit, un film d'aventure dont l'histoire se déroule sur les pentes du K2, l'une des plus hautes montagnes au monde. Le film fonctionne commercialement, mais divise la critique. Puis il livre en 2003 le drame sentimental Sans frontière, porté par la star Angelina Jolie. Cette fois, un échec critique et commercial.
Mais en 2006, EON Productions fait de nouvel appel à lui pour diriger un autre James Bond, Casino Royale, avec Daniel Craig et Eva Green. C'est l'adaptation cinématographique du roman Espions, faites vos jeux de Ian Fleming (1953). Le film est un énorme succès critique et commercial, et considéré comme l'un des meilleurs opus de la saga.
Il en profite pour porter un projet plus personnel. Sorti en 2010, Hors de contrôle est un thriller d'action adapté de la série télévisée des années 1980 Edge of Darkness, sur laquelle il officiait. Ce projet permet aussi au réalisateur de diriger un Mel Gibson alors dans une phase délicate de sa carrière. Le film est cependant accueilli de façon réservée par la critique et le grand public.
Convoité par les studios depuis son second Bond, Campbell a déjà accepté l'offre de Warner de mettre en scène Green Lantern, adaptation du super-héros de DC Comics. La production connaît des débuts chaotiques, le tournage étant repoussé de deux ans pour des raisons économiques. Et à sa sortie, durant l'été 2011, le film essuie des critiques catastrophiques, et rembourse à peine son budget.
Le réalisateur prend du recul, met en boite des pilotes de série télévisée, avant de revenir en 2016 avec The Foreigner film d'action marquant ses retrouvailles avec Pierce Brosnan, vingt ans après leur succès commun.

## Filmographie

### Comme réalisateur

#### Cinéma
- 1973 : The Sex Thief
- 1974 : Three for All
- 1975 : Eskimo Nell
- 1989 : La Loi criminelle (Criminal Law)
- 1991 : Sans aucune défense (Defenseless)
- 1994 : Absolom 2022 (No Escape)
- 1995 : GoldenEye
- 1998 : Le Masque de Zorro (The Mask of Zorro)
- 2000 : Vertical Limit
- 2003 : Sans frontière (Beyond Borders)
- 2005 : La Légende de Zorro (The Legend of Zorro)
- 2006 : Casino Royale
- 2010 : Hors de contrôle (Edge of Darkness)
- 2011 : Green Lantern
- 2017 : The Foreigner
- 2021 : La Protégée (The Protégé)
- 2022 : Mémoire meurtrière (Memory)
- 2024 : Dirty Angels
- 2025 : Cleaner

#### Télévision
- 1977 : Les Professionnels (The Professionals) (série)
- 1979 : Minder (série)
- 1983 : Reilly: The Ace of Spies (feuilleton)
- 1984 : Charlie (feuilleton)
- 1985 : Frankie and Johnnie
- 1985 : Edge of Darkness (feuilleton)
- 1991 : Détective Philippe Lovecraft (Cast a Deadly Spell)
- 2003 : Shérifs à Los Angeles (10-8: Officers on Duty) (pilote série)

### Comme producteur
- 1977 : Black Joy
- 1979 : Scum
- 2000 : Vertical Limit

### Comme acteur
- 1995 : GoldenEye : Un cycliste
- 2006 : Casino Royale : L'employé de l'aéroport tué par Carlos

## Acteurs récurrents
Martin Campbell choisit souvent des acteurs récurrents, comme Jay O. Sanders et Stuart Wilson, un de ses acteurs fétiches, avec qui il a collaboré trois fois.
| Interprètes    | Année | Film                | Rôle                                |
| -------------- | ----- | ------------------- | ----------------------------------- |
| Jay O. Sanders | 1991  | Sans aucune défense | Bull Dozer                          |
| Jay O. Sanders | 2010  | Hors de contrôle    | Whitehouse                          |
| Jay O. Sanders | 2011  | Green Lantern       | Carl Ferris le père de Carol Ferris |
| Stuart Wilson  | 1994  | Absolom 2022        | Marek                               |
| Stuart Wilson  | 1998  | Le Masque de Zorro  | Gouverneur Don Rafael Montero       |
| Stuart Wilson  | 2000  | Vertical Limit      | Royce Garrett                       |